# 未來俄羅斯
未來俄羅斯（羅馬化：Rossiya Budushchego），創始時被命名為进步党（Partiya Progressa），以前称为人民联盟（Narodnyy Alyans），是俄罗斯的一个政党，由俄罗斯反对派成员列昂尼德·沃尔科夫于2012年12月15日成立，后来于2018年5月19日由俄罗斯政府评论家和反腐败活动家阿列克谢·纳瓦利内重新创立，后者也是反对派活动家和创始人俄罗斯非营利组织反腐败基金会的代表。但2021年纳瓦利内被捕後基本停止活動。
该党尚未由俄罗斯司法部正式注册。俄罗斯未來反对俄罗斯总统弗拉基米尔·普京和执政党统一俄罗斯。该党的政纲主张权力下放，削减政府官员的数量，净化那些负责政治镇压和减少总统的权力，並可能轉換到议会制共和国下的法治，确保司法独立。它还规定“大幅度减少”政府对经济的干预，结束审查制度，禁止政府拥有媒体，并废除征兵制度。外交政策委员会呼吁在中亚引进签证，停止对所谓的流氓国家支持，并与西方国家建立伙伴关系。根据纳瓦利内的盟友柳博芙·索博爾的观点，该党的目标包括“真正的变化，真正的改革”，包括加强私有财产保护，建立公正的刑事司法系统和与腐败作斗争。不花在游艇和宫殿上”。来自俄罗斯60个地区的124名代表参加了党的成立会议。该党由七人组成的中央委员会代替主席。